# Polyipnus unispinus
Polyipnus unispinus är en fiskart som beskrevs av Schultz, 1938. Polyipnus unispinus ingår i släktet Polyipnus och familjen pärlemorfiskar. Inga underarter finns listade i Catalogue of Life.